# Raymonde de Laroche
Raymonde de Laroche (właściwie Élisa Léontine Deroche) (ur. 22 sierpnia 1882 w Paryżu, zm. 18 lipca 1919 na lotnisku w Le Crotoy) – francuska lotniczka, pierwsza kobieta na świecie, która uzyskała licencję pilota (8 marca 1910 roku). Uważana również za pierwszą kobietę pilotującą samolot.

## Życiorys

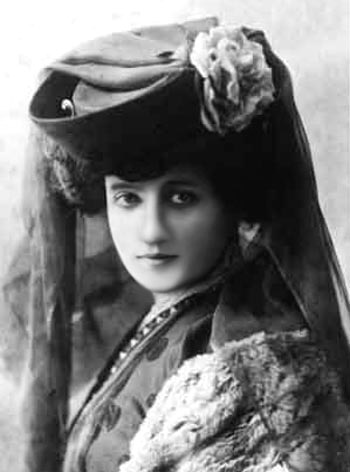
Raymonde de Laroche, ok. 1909 r.

Urodziła się 22 sierpnia 1882 roku w Paryżu jako Élisa Léontine Deroche. Jej rodzicami byli Charles-François Deroche oraz Christine Calydon Gaillard. Jej ojciec był hydraulikiem. W młodości zajmowała się różnymi dyscyplinami sportu, jak również miała zamiłowanie do motocykli, a później do samochodów. Jako młoda kobieta została aktorką i w wieku około 20 lat zaczęła używać pseudonimu Raymonde de Laroche. Zainspirowana pokazami lotów Wilbur'a Wrighta w 1908 roku w Paryżu, sama postanowiła również latać.

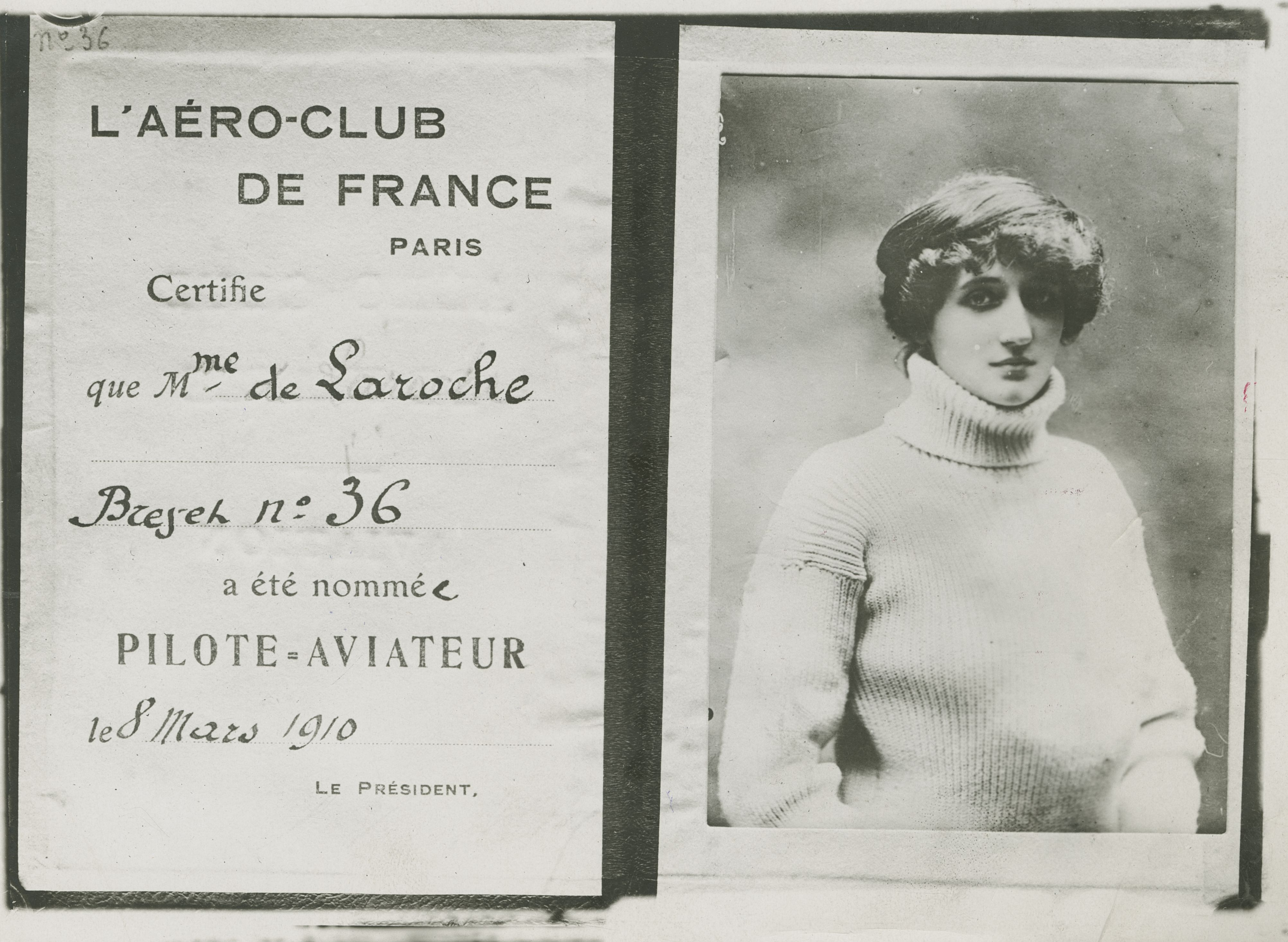
Licencja pilota Raymonde de Laroche z 8 marca 1910 r.

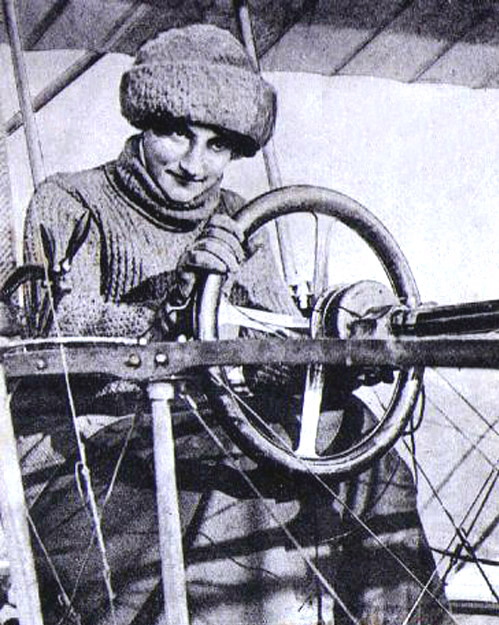
Raymonde de Laroche w samolocie Voisin, ok. 1910 r.

W październiku 1909 roku poprosiła swojego przyjaciela, lotnika i konstruktora samolotów Charlesa Voisina, aby nauczył ją latać. W związku z tym 22 października 1909 roku de Laroche udała się do bazy lotniczej braci Voisin w Chalons. W samolocie Voisin mieściła się tylko jedna osoba, a nauka wyglądała w ten sposób, że de Laroche sama obsługiwała samolot, podczas gdy Voisin stał na ziemi i wydawał jej instrukcje. Po opanowaniu kołowania na lotnisku de Laroche poderwała samolot w powietrze (wbrew wcześniejszemu zakazowi Voisina) i przeleciała około 300 metrów. Ten lot jest podawany jako pierwszy samodzielny lot kobiety statkiem cięższym od powietrza z napędem. Wprawdzie dwie inne kobiety: P. Van Pottelsberghe i Thérèse Peltier latały w 1908 roku z Henrim Farmanem i Leonem Delagrange, odpowiednio, ale jako pasażerki, a nie jako piloci. Około tygodnia po locie de Laroche wzmianka o tym wydarzeniu pojawiła się w magazynie lotniczym, w którym tytułowano ją baronową, chociaż w rzeczywistości nie miała ona tytułu arystokratycznego. W dniu 4 stycznia 1910 roku de Laroche przeżyła wypadek lotniczy, kiedy to samolot pilotowany przez nią zahaczył o drzewa, w efekcie czego maszyna została rozbita, natomiast ona sama miała złamany obojczyk. Nie zniechęciło jej to jednak do dalszego pilotowania.
W dniu 8 marca 1910 roku de Laroche stała się pierwszą kobietą na świecie, która otrzymała licencję pilota, została ona wydana przez francuski aeroklub i nosiła numer 36.
De Laroche uczestniczyła w meetingach lotniczych w Heliopolis w Egipcie, a także w Sankt Petersburgu, Budapeszcie i Rouen. Podczas pokazów w Petersburgu osobiście gratulacje złożył jej car Mikołaj II. W Petersburgu po raz kolejny została zaprezentowana jako baronowa de Laroche. Później tytuł ten był powszechnie używany w odniesieniu do niej.
W lipcu 1910 roku de Laroche uczestniczyła w tygodniowym pokazie lotniczym w Reims we Francji. 8 lipca jej samolot rozbił się, a ona doznała na tyle poważnych obrażeń, że wątpliwe było jej pełne wyzdrowienie. Jednak dwa lata później była na tyle sprawna, że wróciła do pilotowania. 26 września 1912 roku de Laroche i Charles Voisin mieli wypadek samochodowy, w którym Voisin zginął, a ona sama została poważnie ranna.
W dniu 25 listopada 1913 roku de Laroche wygrała Coupe Femina za nieprzerwany lot na duże odległości trwający ponad 4 godziny (przeleciała wówczas 323,5 km).
Podczas I wojny światowej, ponieważ latanie było uważane za zbyt niebezpieczne dla kobiet, służyła jako kierowca wojskowy.
W czerwcu 1919 roku de Laroche ustanowiła dwa rekordy wysokości lotu dla kobiet: 7 czerwca – 3900 metrów i kolejny 12 czerwca wynoszący 4800 metrów.
Raymonde de Laroche chciała zostać pierwszą kobietą-pilotem doświadczalnym. W związku z tym 18 lipca 1919 roku udała się na lotnisko w Le Crotoy, gdzie poleciała eksperymentalnym samolotem Caudron jako drugi pilot. Podczas podejścia do lądowania samolot rozbił się, w efekcie czego zginęli obaj piloci.

## Upamiętnienie
Na lotnisku Le Bourget we Francji znajduje się pomnik Raymonde de Laroche'a.
Od 6 marca do 12 marca 2010 roku, dla uczczenia stulecia otrzymania licencji przez pierwszą kobietę-pilota, kobiety-pilotki z ośmiu państw na trzech kontynentach rywalizowały na 20 typach samolotów, w celu ustanowienia nowego rekordu świata: 310 kobiet zostało zapoznanych z pilotażem przez kobiety-pilotów w czasie jednego tygodnia.
Women Of Aviation Worldwide Week (WOAW, pol. Światowy Tydzień Lotniczy Kobiet) odbywa się corocznie w tym tygodniu, w którym przypada 8 marca, będący rocznicą otrzymania licencji pilota przez Raymonde de Laroche.